# Круглый стол демократического единства
Кру́глый стол демократи́ческого еди́нства (исп. Mesa de la Unidad Democrática, MUD) — широкая избирательная коалиция Венесуэлы, состоящая из правоцентристских, центристских и левоцентристских политических партий. Была сформирована в январе 2008 года для объединения оппозиции к правящей Единой Социалистической партии Венесуэлы к выборам в парламент 2010 года. Предыдущая оппозиционная «зонтичная коалиция», Coordinadora Democrática, рухнула после провала референдума об отставке Уго Чавеса в 2004 году.

## Парламентские выборы 2010 года
В сентябре 2010 года на выборах в Национальную Ассамблею Венесуэлы MUD получил 47 % голосов на национальном уровне; однако, смог получить только 64 места (из 165) в связи с изменением принципов распределения мест в ассамблее, согласно которому лидер гонки получает квалифицированное большинство. Таким образом, Единая Социалистическая партия Венесуэлы, заручившаяся поддержкой 48 % избирателей, получила 98 кресел, а партия Patria Para Todos (PPT) — лишь 2 места.

## Парламентские выборы 2015 года
Коалиция выиграла парламентские выборы 2015 года, получив 56,2 % голосов и 109 из 164-х мест в парламенте, и будет иметь квалифицированное большинство с января 2016 года.

### Распределение депутатских мандатов внутри коалиции
| Название партии | Название партии                                                       | Название на испанском                                               | Сокращение           | Лидер                    | Идеология                       | Количество мест в Национальной Ассамблее | Международные ассоциации                                           |
| --------------- | --------------------------------------------------------------------- | ------------------------------------------------------------------- | -------------------- | ------------------------ | ------------------------------- | ---------------------------------------- | ------------------------------------------------------------------ |
|                 | За справедливость                                                     | Primero Justicia                                                    | PJ                   | Энрике Каприлес Радонски | Прогрессивизм/Гуманизм          | 33 из 167                                | Нет                                                                |
|                 | Новое время                                                           | Un Nuevo Tiempo                                                     | UNT                  | Мануэль Росалес          | Социал-демократия               | 18 из 167                                | Социалистический интернационал                                     |
|                 | Народная воля                                                         | Voluntad Popular                                                    | VP                   | Леопольдо Лопес          | Прогрессивизм/Социал-демократия | 14 из 167                                | Социалистический интернационал                                     |
|                 | Радикальное дело                                                      | La Causa Radical                                                    | LCR                  | Андрес Веласкес          | Лейборизм                       | 4 из 167                                 | Нет                                                                |
|                 | Прогрессивное движение Венесуэлы                                      | Movimiento Progresista de Venezuela                                 | MPV                  | Симон Калзадила          | Прогрессивизм                   | 4 из 167                                 | Нет                                                                |
|                 | Проект Венесуэла                                                      | Proyecto Venezuela                                                  | PRVZL                | Энрике Салас Фео         | Либеральный консерватизм        | 2 из 167                                 | Международный демократический союз, Союз латиноамериканских партий |
|                 | Cuentas Claras                                                        | Cuentas Claras                                                      | CC                   | Виченцо Скарано          | Прогрессивизм                   | 2 из 167                                 | Нет                                                                |
|                 | Последовательное развитие                                             | Avanzada Progresista                                                | AP                   | Анри Фалькон             | Демократический социализм       | 2 из 167                                 | Нет                                                                |
|                 | Приезжай в Венесуэлу                                                  | Vente Venezuela                                                     | VV                   | Мария Корина Мачадо      | Либерализм                      | 1 из 167                                 | Нет                                                                |
|                 | Альянс смелых людей                                                   | Alianza Bravo Pueblo                                                | ABP                  | Антонио Ледесма          | Социал-демократия               | 1 из 167                                 | Нет                                                                |
|                 | Новые люди                                                            | Gente Emergente                                                     | GE                   | Джулио Цезарь Рейес      | Социал-демократия               | 1 из 167                                 | Нет                                                                |
|                 | Конвергенция                                                          | Convergencia Nacional                                               | CN                   | Хуан Хосе Кальдера       | Христианская демократия         | 0 из 167                                 | Христианско-демократическая организация Америки                    |
|                 | Движение за ответственную, устойчивую и предпринимательскую Венесуэлу | Movimiento por una Venezuela Responsable, Sostenible y Emprendedora | MOVERSE              | Алексис Ромеро           | Зеленые                         | 0 из 167                                 | Нет                                                                |
|                 | Экологическое движение Венесуэлы                                      | Movimiento Ecológico de Venezuela                                   | MOVEV                | Мануэль Диаз             | Зеленые                         | 0 из 167                                 | Глобальные зелёные, Федерация зеленых партий Америки               |
|                 | Независимые депутаты                                                  | Независимые депутаты                                                | Независимые депутаты | Независимые депутаты     | Независимые депутаты            | 2 из 167                                 | 2 из 167                                                           |